# Ricardo Alves Coelho Silva
Ricardo Alves (wym. [ʁiˈkaɾdu ˈalvɨʃ], ur. 25 marca 1993 r. w Santa Maria da Feira) – portugalski piłkarz występujący na pozycji środkowego pomocnika. Juniorski i młodzieżowy reprezentant kraju.

## Kariera klubowa
Alves do 2009 roku był zawodnikiem Padroense FC, kiedy to przeniósł się do drużyny młodzieżowej FC Porto. Po trzech latach spędzonych w tamtejszej akademii trafił do drugoligowego Os Belenenses.
W pierwszym zespole zadebiutował w końcówce sierpniowego meczu pierwszej rundy Pucharu Ligi z SC Freamunde. Premierowy mecz w lidze rozegrał jednak dopiero w styczniu, kiedy to „belémczycy” podejmowali azorski klub CD Santa Clara. Łącznie w pierwszym seniorskim sezonie Alves rozegrał 13 ligowych spotkań, w których strzelił jedną bramkę, zaś zespół z pierwszego miejsca w tabeli awansował do Primeira Liga.

## Kariera reprezentacyjna
W drużynie narodowej Ricardo Alves zadebiutował w marcu 2008 roku, kiedy to kadra do lat 15 podejmowała Słowację. Następnie występował w zespołach do lat 17 i 18 (na tym ostatnim poziomie zdobył cztery bramki w pięciu spotkaniach).
W 2011 roku dołączył do drużyny U-19. Wraz z nią uczestniczył najpierw w kwalifikacjach, a następnie fazie finałowej Mistrzostw Europy do lat 19 rozgrywanych w 2012 roku w Estonii. Podczas samego turnieju Alves wystąpił w zaledwie jednym meczu swojej drużyny, a Portugalczycy nie zdołali wyjść z grupy.
Rok później, już jako zawodnik kadry do lat 20 uczestniczył w Turnieju w Tulonie, gdzie Portugalczycy zajęli czwarte miejsce. Kilka dni po zakończeniu imprezy otrzymał powołanie na odbywające się w Turcji Mistrzostwa Świata U-20. Tam Ricardo Alves wziął udział w trzech meczach, jednak po porażce z Ghaną w 1/8 finału Portugalia odpadła z turnieju.